# Copa Ciudad Viña del Mar 1978

La Copa Ciudad Viña del Mar 1978 corresponde a la 2ª edición del torneo  fútbol internacional, realizado en pleno período de vacaciones veraniegas. 
Se disputó en febrero de 1978, organizado por el club viñamarino Everton contó con la participación de los equipos de Colo-Colo y el brasileño Internacional de Porto Alegre, conjunto, este último, que ganó el torneo.  
Se jugó en el Estadio Sausalito de Viña del Mar.

## Datos de los equipos participantes
| Equipo        | Calidad                                                                              |
| ------------- | ------------------------------------------------------------------------------------ |
| Everton       | Anfitrión y subcampeón de la Primera División de Chile 1977                          |
| Colo-Colo     | Invitado y cuarto de la Primera División de Chile 1977                               |
| Internacional | Invitado y vigésimo quinto, eliminado en segunda fase, del Campeonato brasileño 1977 |

## Aspectos generales

### Modalidad
El torneo se jugó en una sola rueda de tres fechas bajo el sistema de todos contra todos, resultando campeón aquel equipo que acumulase mayor cantidad de puntos en la tabla de posiciones. En total se jugaron tres partidos, en el Estadio Sausalito de Viña del Mar.

## Partidos

### Primera fecha
| 11 de febrero de 1978 | Colo-Colo                | 1:2 | Internacional                          | Estadio Sausalito, Viña del Mar (Chile)           |                                                   |
|                       | Juan Carlos Orellana 24' |     | Severino Vasconcelos 59' · Alcione 86' | Asistencia: 12.000 (aproximadamente) espectadores | Asistencia: 12.000 (aproximadamente) espectadores |

### Segunda fecha
| 15 de febrero de 1978 | Everton | 0:1 | Internacional | Estadio Sausalito, Viña del Mar (Chile) |                                   |
|                       |         |     | Luizinho 6'   | Árbitro(s): Juan Silvagno Cavanna       | Árbitro(s): Juan Silvagno Cavanna |

### Tercera fecha
| 18 de febrero de 1978 | Everton         | 1:1 | Colo-Colo       | Estadio Sausalito, Viña del Mar (Chile) |  |
|                       | Walter Durso 5' |     | Alberto Hidalgo |                                         |  |

### Tabla de posiciones
| Pos | Equipo        | PJ | PG | PE | PP | GF | GC | Dif | Pts |
| --- | ------------- | -- | -- | -- | -- | -- | -- | --- | --- |
| 1   | Internacional | 2  | 2  | 0  | 0  | 3  | 1  | 2   | 4   |
| 2   | Colo-Colo     | 2  | 0  | 1  | 1  | 2  | 3  | -1  | 1   |
| 3   | Everton       | 2  | 0  | 1  | 1  | 1  | 2  | -1  | 1   |

Pos = Posición; PJ = Partidos jugados; PG = Partidos ganados; PE = Partidos empatados; PP = Partidos perdidos; GF = Goles a favor; GC = Goles en contra; Dif = Diferencia de gol; Pts = Puntos
|  | Campeón |

## Campeón
| Brasil        |
| Internacional |